# Phyllachora lunulata
Phyllachora lunulata är en svampart som beskrevs av Chardón 1934. Phyllachora lunulata ingår i släktet Phyllachora och familjen Phyllachoraceae.   Inga underarter finns listade i Catalogue of Life.